# Công viên Janko Kráľ
Công viên Janko Kráľ (tiếng Slovak: Sad Janka Kráľa, tiếng Đức: Städtischer Aupark, tiếng Hungary: Városi díszliget) trước đây còn được gọi là vườn ăn quả Janko Kráľ, là một công viên ở Petržalka, Bratislava, Slovakia. Về vị trí địa lý, công viên Janko Kráľ phía bắc giáp với sông Danube, phía đông giáp với đường dẫn ra cầu Starý most, phía nam giáp với đường lớn, còn phía tây giáp với đường đi ra cầu Nový most. Đây được xem là một trong những công viên lâu đời nhất tại Châu Âu. Phía bên trong công viên có tượng đài của một trong những nhà thơ tiêu biểu nhất cho dòng thơ lãng mạn Slovakia, đó chính là Janko Kráľ.

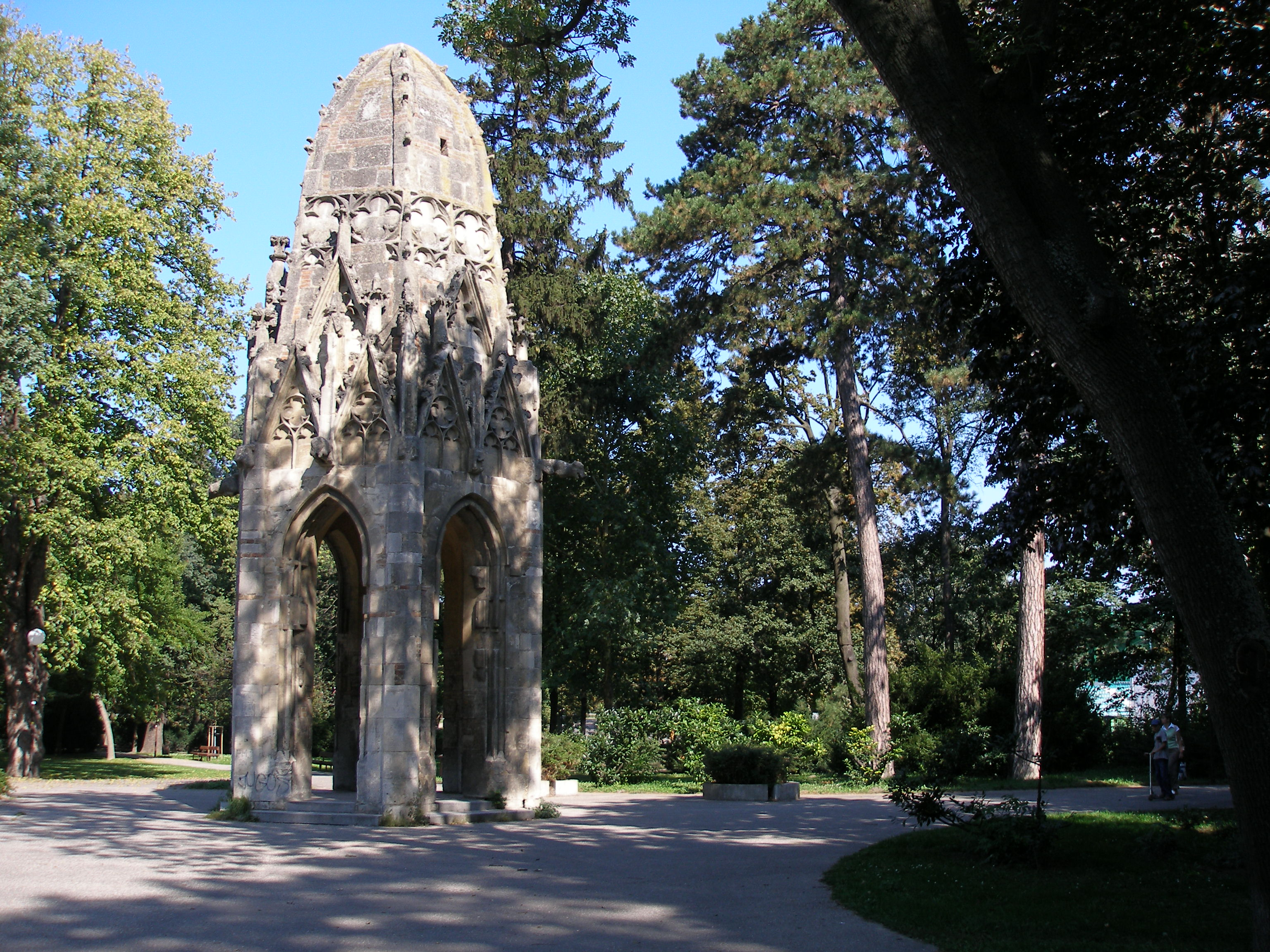
Tòa tháp

Công viên được thành lập vào khoảng từ năm 1774 đến năm 1776 nhằm phục vụ người dân. Dưới ảnh hưởng của chủ nghĩa Baroque cổ điển, hệ thống lối đi trong công viên được xếp theo hình ngôi sao tám cánh và dọc theo mỗi lối đi là rợp bóng cây xanh. Mỗi lối đi bộ trong công viên lại được đặt tên theo cây trồng trên chính lối đó, ví dụ: Đường tống quá sủ, đường cây phong, đường cây liễu, v.v. Công viên được hoàn thiện và đạt đến hình dáng như hiện tại vào năm 1893. Trong những năm 1970, công viên đã được tân trang lại. Trước năm 2012, ở gần công viên là sân vận động Petržalka, nơi đây từng là sân nhà của đội bóng Artmedia Bratislava. Ngoài ra, còn có còn có nhà hát Arena cũng nằm gần công viên. Tháp Gothic (Gotická veža) là công trình nổi bật nhất của công viên Janko Kráľ. Trước kia tháp này từng thuộc về nhà thờ dòng Thánh Phanxicô được xây gần đó.
Tòa tháp này được xây dựng vào đầu thế kỷ 15 tại giao lộ phía nam đối diện với nhà thờ dòng Thánh Phanxicô. Các chi tiết trên tòa tháp được chạm khắc bởi Michael Chnam. Năm 1897, một trận động đất đã làm hư hại phần đỉnh tháp. Sau đó, tòa tháp đã được trùng tu lại. Kiến trúc sư Frigyes Schulek đã tôn tạo tháp theo phong cách Phục Hưng Gothic. Sau trận động đất, tòa tháp được đặt tại công viên Janko Kráľ và giờ đây thành một nơi trú chân.

### Trích dẫn
- Varga, Erzsébet (1995). Pozsony (bằng tiếng Hungary) (ấn bản thứ 1). Pozsony: Madách-Posonium. ISBN 80-7089-245-5.